# TuRa Dieringhausen
TuRa Dieringhausen (offiziell: Turn- und Rasensport Dieringhausen 1888 e.V.) ist ein Sportverein aus dem Gummersbacher Stadtteil Dieringhausen im Oberbergischen Kreis. Die erste Fußballmannschaft der Frauen spielte zwei Jahre in der Regionalliga West.

## Geschichte
Im Jahre 1919 wurde der Fußballclub FC Adler Dieringhausen gegründet. Dieser fusionierte im Jahre 1922 mit dem am 1. Oktober 1888 gegründeten Turnverein Dieringhausen zum Sport- und Spielverein Dieringhausen. Zwei Jahre später führte die Reinliche Scheidung zur Lösung der Fusion. Zwischenzeitlich wurde im Jahre 1923 die DJK Viktoria Dieringhausen gegründet, die sich 1932 wieder auflöste. Die Mitglieder traten dem Turnverein bei. Ein Jahr später spaltete sich der Turnverein. Die Fußballer gründeten TuRa Dieringhausen. Am 7. Juni 1947 fusionierten TuRa und der Turnverein zum TSV 1888 Dieringhausen, wobei die Fußballer weiterhin als TuRa antraten. Am 19. Mai 1971 fusionierte die Fußballabteilung mit den Sportfreunden Vollmerhausen zum FC Aggertal. Am 8. Mai 1981 wurde der Name TuRa Dieringhausen wieder angenommen.

### Frauenfußball
Die Fußballerinnen von TuRa Dieringhausen schafften im Jahre 1991 den Aufstieg in die Verbandsliga Mittelrhein. Acht Jahre später stieg die Mannschaft erstmals in die seinerzeit zweitklassige Regionalliga West auf und musste als Tabellenvorletzter sofort wieder absteigen. Mit Glück gelang im Jahre 2004 der Wiederaufstieg. Da durch die Einführung der 2. Bundesliga zwei Mannschaften aus der Verbandsliga Mittelrhein aufsteigen durften und Vizemeister FC Teutonia Weiden verzichtete kehrten die TuRa-Frauen in die Regionalliga zurück. Mit genau 100 Gegentoren folgte der Abstieg als abgeschlagener Tabellenletzter. Im Jahre 2011 stieg die Mannschaft auch aus der Mittelrheinliga ab. Nach zwei weiteren Abstiegen kam die Mannschaft 2019 in der Kreisliga an, ehe die Mannschaft 2021 aufgelöst wurde.

### Männerfußball
Den Männern von TuRa Dieringhausen gelang im Jahre 1957 erstmals der Aufstieg in die Bezirksklasse, dem allerdings der direkte Wiederabstieg folgte. Der Wiederaufstieg gelang erst 1962 nach einem 2:0-Entscheidungsspielsieg über den Kaller SC. Drei Jahre später bezog der Verein seine heutige Spielstätte am Hammerhaus. Gleich in der ersten Saison auf dem neuen Sportplatz gelang der Aufstieg in die Landesliga. Als abgeschlagener Tabellenletzter folgte der direkte Wiederabstieg, ehe die Mannschaft im Jahre 1970 in die Kreisklasse absteigen musste. Zwischen 1986 und 1989 gelang noch einmal die Rückkehr in die Bezirksliga. Seit dem Abstieg im Jahre 2007 tritt die Mannschaft in der Kreisliga B an. In der Saison 2014/15 stieg die Mannschaft über die Relegationsrunde in die Kreisliga A auf, ehe es 2016 wieder runter in die Kreisliga B ging. Nach weiteren Abstiegen in den Jahren 2018 und 2022 spielen TuRas Männer in der Kreisliga D, der untersten Spielklasse.

## Persönlichkeiten
- Maren Henseler